# Zdravka (inslagkrater)
Zdravka is een inslagkrater op de planeet Venus. Zdravka werd in 1985 genoemd naar Zdravka, een Bulgaarse meisjesnaam.
De krater heeft een diameter van 12,5 kilometer en bevindt zich in het oosten van het quadrangle Metis Mons (V-6).